# Cardiff City FC
Cardiff City FC is een voetbalclub uit Cardiff, Wales. De club komt uit in de Engelse competitie. De club werd in 1899 opgericht als Riverside FC en veranderde dit in 1908 naar de huidige naam.
Cardiff City speelde tot 2009 thuiswedstrijden op Ninian Park, maar verhuisde toen naar het Cardiff City Stadium. De clubkleuren zijn blauw-wit, wat in combinatie met het clublogo leidde tot de bijnaam The Bluebirds.
Cardiff City behaalde in het seizoen 1923/24 de hoogste eindklassering in de clubgeschiedenis, toen het tweede werd achter Huddersfield Town. De club bereikte in 2008 de finale van de FA Cup en in 2012 die van de League Cup. De Welshe club dwong op 16 april 2013 voor het eerst promotie naar de Premier League af, 53 jaar na de laatste promotie naar het hoogste niveau.

## Overname door Vincent Tan
Nadat miljardair Vincent Tan in mei 2012 Cardiff City kocht, voerde hij verschillende maatregelen door die hem door fans van de club niet in dank werden afgenomen. Hij veranderde het logo van een blauwe vogel naar een rode draak en de shirtkleur van blauw naar rood, wat in zijn ogen gunstiger was met het oog op de internationale marketing. Tan wilde de club ook omdopen tot Cardiff City Dragons, maar hier zag hij na weerstand van de aanhangers vanaf. Eind 2013 ontsloeg hij trainer Malky Mackay en schrapte hij een deal met een speler, die praktisch in kannen en kruiken was. De beoogde aankoop was geboren in het jaar van het schaap en dat zag Tan niet zitten.
Ole Gunnar Solskjær volgde op 2 januari 2014 Mackay op als coach. Hij kon niet voorkomen dat de club na een seizoen in de Premier League degradeerde naar de Championship. De degradatie werd op zaterdag 3 mei 2014 definitief, nadat Cardiff met 3-0 onderuit ging bij Newcastle United.
Na protesten van de supporters, veranderde Tan de clubkleuren in januari 2015 terug in blauw-wit. Hij hield het rode shirt wel aan voor uitwedstrijden.
In 2018 later wist Cardiff andermaal promotie af te dwingen naar de hoogste afdeling van het Engelse profvoetbal. Op 6 mei 2018, de laatste speeldag van de Championship, speelde de club uit Wales, onder leiding van trainer-coach Neil Warnock, doelpuntloos gelijk tegen Reading (0-0), maar omdat naaste achtervolger Fulham niet wist te winnen bij Birmingham City (3-1 verlies) werd de tweede plek achter kampioen Wolverhampton Wanderers veiliggesteld. Ook nu degradeerde de club na een seizoen.

## Mannen

### Erelijst
- FA Cup: 1927
- FA Community Shield: 1927
- Welsh Cup: 1912, 1920, 1922, 1923, 1927, 1928, 1930, 1956, 1959, 1964, 1965, 1967, 1968, 1969, 1970, 1971, 1973, 1974, 1976, 1988, 1992, 1993
- League Cup: finalist 2012

### in Europa
Cardiff City speelt sinds 1964 in Europese competities. Hieronder staan de competities en in welke seizoenen de club deelnam:
- Europacup II (14x)

1964/65, 1965/66, 1967/68, 1968/69, 1969/70, 1970/71, 1971/72, 1973/74, 1974/75, 1976/77, 1977/78, 1988/89, 1992/93, 1993/94

### Eindklasseringen vanaf 1946/47
- 1947 1e
Third Division North / South
- 1948 5e
Second Division
- 1949 4e
Second Division
- 1950 10e
Second Division
- 1951 3e
Second Division
- 1952 2e
Second Division
- 1953 12e
First Division
- 1954 10e
First Division
- 1955 20e
First Division
- 1956 17e
First Division
- 1957 21e
First Division
- 1958 15e
Second Division
- 1959 9e
Second Division
- 1960 2e
Second Division
- 1961 15e
First Division
- 1962 21e
First Division
- 1963 10e
Second Division
- 1964 15e
Second Division
- 1965 13e
Second Division
- 1966 20e
Second Division
- 1967 20e
Second Division
- 1968 13e
Second Division
- 1969 5e
Second Division
- 1970 7e
Second Division
- 1971 3e
Second Division
- 1972 19e
Second Division
- 1973 20e
Second Division
- 1974 17e
Second Division
- 1975 21e
Second Division
- 1976 2e
Third Division
- 1977 18e
Second Division
- 1978 19e
Second Division
- 1979 9e
Second Division
- 1980 15e
Second Division
- 1981 19e
Second Division
- 1982 20e
Second Division
- 1983 2e
Third Division
- 1984 15e
Second Division
- 1985 21e
Second Division
- 1986 22e
Third Division
- 1987 13e
Fourth Division
- 1988 2e
Fourth Division
- 1989 16e
Third Division
- 1990 21e
Third Division
- 1991 13e
Fourth Division
- 1992 5e
Fourth Division
- 1993 13e
Third Division
- 1994 19e
Second Division
- 1995 22e
Second Division
- 1996 22e
Third Division
- 1997 7e
Third Division
- 1998 21e
Third Division
- 1999 3e
Third Division
- 2000 21e
Second Division
- 2001 2e
Third Division
- 2002 4e
Second Division
- 2003 6e
Second Division
- 2004 13e
First Division
- 2005 16e
Championship
- 2006 11e
Championship
- 2007 13e
Championship
- 2008 12e
Championship
- 2009 7e
Championship
- 2010 4e
Championship
- 2011 4e
Championship
- 2012 6e
Championship
- 2013 1e
Championship
- 2014 20e
Premier League
- 2015 11e
Championship
- 2016 8e
Championship
- 2017 12e
Championship
- 2018 2e
Championship
- 2019 18e
Premier League
- 2020 5e
Championship
- 2021 8e
Championship
- 2022 18e
Championship
- 2023 21e
Championship
- 2024 12e
Championship
- 2025 24e
Championship

- First Division
- Second Division
- Third Division
- Fourth Division
- Premier League
- Championship

ⓘ In 1992 invoering van de Premier League en opheffing van de Fourth Division; in 2004 opheffing van de First, Second en Third Division.

### Recente eindstanden
| Seizoen | Klasse | Klasse | Klasse | Klasse | Reeks           | FA Cup | League Cup | Opmerkingen |
|         | I      | II     | III    | IV     |                 |        |            |             |
| ------- | ------ | ------ | ------ | ------ | --------------- | ------ | ---------- | ----------- |
| 1995/96 |        |        |        | 22     | Third Division  | 2R     | 2R         |             |
| 1996/97 |        |        |        | 7      | Third Division  | 2R     | 1R         |             |
| 1997/98 |        |        |        | 21     | Third Division  | 4R     | 1R         |             |
| 1998/99 |        |        |        | 3      | Third Division  | 4R     | 1R         |             |
| 1999/00 |        |        | 21     |        | Second Division | 3R     | 2R         |             |
| 2000/01 |        |        |        | 2      | Third Division  | 3R     | 1R         |             |
| 2001/02 |        |        | 4      |        | Second Division | 4R     | 1R         |             |
| 2002/03 |        |        | 6      |        | Second Division | 3R     | 2R         |             |
| 2003/04 |        | 13     |        |        | First Division  | 3R     | 2R         |             |
| 2004/05 |        | 16     |        |        | Championship    | 3R     | 4R         |             |
| 2005/06 |        | 11     |        |        | Championship    | 3R     | 3R         |             |
| 2006/07 |        | 13     |        |        | Championship    | 3R     | 1R         |             |
| 2007/08 |        | 12     |        |        | Championship    | Finale | 4R         |             |
| 2008/09 |        | 7      |        |        | Championship    | 4R     | 3R         |             |
| 2009/10 |        | 4      |        |        | Championship    | 5R     | 3R         |             |
| 2010/11 |        | 4      |        |        | Championship    | 3R     | 2R         |             |
| 2011/12 |        | 6      |        |        | Championship    | 3R     | Finale     |             |
| 2012/13 |        | 1      |        |        | Championship    | 3R     | 1R         |             |
| 2013/14 | 20     |        |        |        | Premier League  | 5R     | 2R         |             |
| 2014/15 |        | 11     |        |        | Championship    | 4R     | 3R         |             |
| 2015/16 |        | 8      |        |        | Championship    | 3R     | 2R         |             |
| 2016/17 |        | 12     |        |        | Championship    | 3R     | 1R         |             |
| 2017/18 |        | 2      |        |        | Championship    | 4R     | 2R         |             |
| 2018/19 | 18     |        |        |        | Premier League  | 3R     | 2R         |             |
| 2019/20 |        |        |        |        | Championship    | 4R     | 2R         |             |

### Selectie 2023/24
| Nr. |                             | Positie | Speler               |
| --- | --------------------------- | ------- | -------------------- |
| 2.  | Vlag van Antigua en Barbuda | V       | Mahlon Romei         |
| 4.  | Vlag van Griekenland        | V       | Dimitrios Goutas     |
| 5.  | Vlag van Ierland            | V       | Mark McGuinness      |
| 6.  | Vlag van Engeland           | M       | Ryan Wintle          |
| 8.  | Vlag van Engeland           | M       | Joe Ralls            |
| 9.  | Vlag van Engeland           | A       | Kion Etete           |
| 10. | Vlag van Wales              | M       | Aaron Ramsey         |
| 11. | Vlag van Ierland            | A       | Callum O'Dowda       |
| 13. | Vlag van IJsland            | DM      | Rúnar Alex Rúnarsson |
| 14. | Vlag van Engeland           | A       | Josh Bowler          |
| 16. | Vlag van Engeland           | A       | Karlan Grant         |
| 17. | Vlag van Nigeria            | V       | Jamilu Collins       |
| 18. | Vlag van Gambia             | M       | Ebou Adams           |

| Nr. |                      | Positie | Speler                |
| --- | -------------------- | ------- | --------------------- |
| 19. | Vlag van Tanzania    | M       | Romaine Sawyers       |
| 21. | Vlag van Engeland    | DM      | Jack Alnwick          |
| 22. | Vlag van Ivoorkust   | A       | Yakou Méïté           |
| 23. | Vlag van Griekenland | M       | Manolis Siopis        |
| 24. | Vlag van Engeland    | V       | Jonathan Panzo        |
| 25. | Vlag van Wales       | M       | Kieron Evans          |
| 27. | Vlag van Wales       | M       | Rubin Colwill         |
| 32. | Vlag van Engeland    | A       | Ollie Tanner          |
| 35. | Vlag van Zimbabwe    | M       | Andy Rinomhota        |
| 37. | Vlag van Engeland    | V       | Vontae Daley-Campbell |
| 38. | Vlag van Singapore   | V       | Perry Ng              |
| 47. | Vlag van Ierland     | A       | Callum Robinson       |

### Bekende (oud-)spelers
- Craig Bellamy
- James Collins
- Len Davies
- Phil Dwyer
- Robert Earnshaw
- Winston Faerber
- Mark Farrington
- Trevor Ford
- Frédéric Gounongbe
- Jimmy Floyd Hasselbaink
- Lex Immers
- Cameron Jerome
- Richard Langley
- Glenn Loovens
- Kenny Miller
- Craig Noone
- Quincy Owusu-Abeyie
- Aaron Ramsey
- Iwan Redan
- Alf Sherwood
- Tony Vidmar

## Vrouwen
Cardiff City Ladies FC is het officiële vrouwenteam van Cardiff City FC. Het team speelt zijn thuiswedstrijden in het Cardiff International Sports Stadium.
De club won de Women's Welsh Premier League in 2012/13, waarmee ze zich kwalificeerden voor de UEFA Women's Champions League 2013/14. De ploeg startte in de kwalificatieronde en verloor alle drie de wedstrijden.
Tot het seizoen 2011/12 speelde de ploeg in de South Wales Women's League Division 1, waar ook de Southern Premier League teams speelden. Het team kwam pas in de Premier League toen de competitie werd uitgebreid voor 2012/13 en echt nationaal werd. In het eerste Premier League-seizoen won de ploeg de titel op doelsaldo door Wrexham Ladies met 5-2 te verslaan.

### In Europa
| Seizoen | Competitie                    | Ronde | Land                           | Club                 | Uitslagen |
| ------- | ----------------------------- | ----- | ------------------------------ | -------------------- | --------- |
| 2003/04 | UEFA Women's Cup              | 1e    | Vlag van Kazachstan            | FCK Temir Zholy      | 0-1       |
|         | toernooi in Osijek            | 1e    | Vlag van Bosnië en Herzegovina | SFK 2000 Sarajevo    | 1-2       |
|         |                               | 1e    | Vlag van Kroatië               | NK Osijek            | 4-2       |
| 2004/05 | UEFA Women's Cup              | 1e    | Vlag van Polen                 | KS AZS Wrocław       | 1-2       |
|         | toernooi in Wrocław           | 1e    | Vlag van Oekraïne              | Metalist Charkov     | 1-8       |
|         |                               | 1e    | Vlag van Faeröer               | KÍ Klaksvík          | 0-4       |
| 2005/06 | UEFA Women's Cup              | 1e    | Vlag van Portugal              | SU 1° Dezembro       | 0-3       |
|         | toernooi in Sintra            | 1e    | Vlag van Frankrijk             | Montpellier HSC      | 0-2       |
|         |                               | 1e    | Vlag van Noord-Ierland         | Glentoran FC         | 3-0       |
| 2006/07 | UEFA Women's Cup              | 1e    | Vlag van Ierland               | Dundalk FC           | 2-0       |
|         | toernooi in Zagreb            | 1e    | Vlag van Kroatië               | ZNK Maksimir         | 3-2       |
|         |                               | 1e    | Vlag van Nederland             | SV Saestum           | 0-2       |
| 2007/08 | UEFA Women's Cup              | 1e    | Vlag van België                | KFC Rapide Wezemaal  | 0-2       |
|         | toernooi in Osijek            | 1e    | Vlag van Portugal              | SU 1° Dezembro       | 0-2       |
|         |                               | 1e    | Vlag van Kroatië               | NK Osijek            | 1-2       |
| 2008/09 | UEFA Women's Cup              | 1e    | Vlag van IJsland               | Valur Reykjavík      | 1-8       |
|         | toernooi in Šaľa              | 1e    | Vlag van Israël                | Maccabi Holon FC     | 1-2       |
|         |                               | 1e    | Vlag van Slowakije             | FK Slovan Duslo Šaľa | 0-0       |
| 2009/10 | UEFA Women's Champions League | 1e    | Vlag van Denemarken            | Brøndby IF           | 0-5       |
|         | toernooi in Brøndby           | 1e    | Vlag van Portugal              | SU 1° Dezembro       | 0-3       |
|         |                               | 1e    | Vlag van Malta                 | Birkirkara FC        | 10-1      |